# Golden Globe-galan 2019
Golden Globe-galan 2019 var den 76:e upplagan av Golden Globe Awards som belönade insatser i filmer och TV-produktioner från 2018 och sändes från Beverly Hilton Hotel i Beverly Hills, Kalifornien den 6 januari 2019 av NBC. Sandra Oh och Andy Samberg var årets värdar.

## Vinnare och nominerade
Nomineringarna tillkännagavs den 6 december 2018. Vinnarna listas i fetstil.

### Filmer
| Bästa film (drama) - Bohemian Rhapsody - Black Panther - BlacKkKlansman - If Beale Street Could Talk - A Star Is Born | Bästa film (musikal eller komedi) - Green Book - Crazy Rich Asians - The Favourite - Mary Poppins kommer tillbaka - Vice |
| Bästa manliga huvudroll (drama) - Rami Malek – Bohemian Rhapsody - Bradley Cooper – A Star Is Born - Willem Dafoe – Vincent van Gogh – Vid evighetens port - Lucas Hedges – Boy Erased - John David Washington – BlacKkKlansman       | Bästa kvinnliga huvudroll (drama) - Glenn Close – The Wife - Lady Gaga – A Star Is Born - Nicole Kidman – Destroyer - Melissa McCarthy – Can You Ever Forgive Me? - Rosamund Pike – A Private War |
| Bästa manliga huvudroll (musikal eller komedi) - Christian Bale – Vice - Lin-Manuel Miranda – Mary Poppins kommer tillbaka - Viggo Mortensen – Green Book - Robert Redford – Den siste gentlemannen - John C. Reilly – Helan & Halvan | Bästa kvinnliga huvudroll (musikal eller komedi) - Olivia Colman – The Favourite - Emily Blunt – Mary Poppins kommer tillbaka - Elsie Fisher – Eighth Grade - Charlize Theron – Tully - Constance Wu – Crazy Rich Asians |
| Bästa manliga biroll - Mahershala Ali – Green Book - Timothée Chalamet – Beautiful Boy - Adam Driver – BlacKkKlansman - Richard E. Grant – Can You Ever Forgive Me? - Sam Rockwell – Vice                                             | Bästa kvinnliga biroll - Regina King – If Beale Street Could Talk - Amy Adams – Vice - Claire Foy – First Man - Emma Stone – The Favourite - Rachel Weisz – The Favourite |
| Bästa regi - Alfonso Cuarón – Roma - Bradley Cooper – A Star Is Born - Peter Farrelly – Green Book - Spike Lee – BlacKkKlansman - Adam McKay – Vice                                                                                   | Bästa manus - Green Book – Nick Vallelonga, Brian Hayes Currie och Peter Farrelly - The Favourite – Deborah Davis och Tony McNamara - If Beale Street Could Talk – Barry Jenkins - Roma – Alfonso Cuarón - Vice – Adam McKay |
| Bästa filmmusik - First Man – Justin Hurwitz - Black Panther – Ludwig Göransson - Isle of Dogs – Alexandre Desplat - Mary Poppins kommer tillbaka – Marc Shaiman - A Quiet Place – Marco Beltrami                                     | Bästa sång - "Shallow" från A Star Is Born – Musik och Text: Lady Gaga, Mark Ronson, Anthony Rossomando och Andrew Wyatt - "All the Stars" från Black Panther – Musik och Text: Kendrick Lamar, Anthony Tiffith, Mark Spears, Solana Rowe och Al Shuckburgh - "Girl in the Movies" från Dumplin' – Musik och Text: Dolly Parton och Linda Perry - "Requiem for a Private War" från A Private War – Musik och Text: Annie Lennox - "Revelation" från Boy Erased – Musik: Troye Sivan och Jónsi · Text: Jon Thor Birgisson, Troye Sivan och Brett McLaughlin |
| Bästa animerade film - Spider-Man: Into the Spider-Verse - Isle of Dogs - Miraï, min lillasyster - Röjar-Ralf kraschar internet - Superhjältarna 2                                                                                    | Bästa utländska film - Roma (Mexiko) - Girl (Belgien) - Kapernaum (Libanon) - Never Look Away (Tyskland) - Shoplifters (Japan) |

### Filmer med flera vinster
| Vinster | Film              |
| ------- | ----------------- |
| 3       | Green Book        |
| 2       | Bohemian Rhapsody |
| 2       | Roma              |

### Filmer med flera nomineringar
| Nomineringar | Film                         |
| ------------ | ---------------------------- |
| 6            | Vice                         |
| 5            | The Favourite                |
| 5            | Green Book                   |
| 5            | A Star Is Born               |
| 4            | BlacKkKlansman               |
| 4            | Mary Poppins kommer tillbaka |
| 3            | Black Panther                |
| 3            | If Beale Street Could Talk   |
| 3            | Roma                         |
| 2            | Bohemian Rhapsody            |
| 2            | Boy Erased                   |
| 2            | Can You Ever Forgive Me?     |
| 2            | Crazy Rich Asians            |
| 2            | First Man                    |
| 2            | Isle of Dogs                 |
| 2            | A Private War                |

### Television
| Bästa TV-serie (drama) - The Americans - Bodyguard - Homecoming - Killing Eve - Pose | Bästa TV-serie (musikal eller komedi) - The Kominsky Method - Barry - The Good Place - Kidding - The Marvelous Mrs. Maisel |
| Bästa miniserie eller TV-film - Mordet på Gianni Versace - The Alienist - En engelsk skandal - Escape at Dannemora - Sharp Objects | |
| Bästa manliga huvudroll i en TV-serie (drama) - Richard Madden – Bodyguard - Jason Bateman – Ozark - Stephan James – Homecoming - Billy Porter – Pose - Matthew Rhys – The Americans                                                         | Bästa kvinnliga huvudroll i en TV-serie (drama) - Sandra Oh – Killing Eve - Caitriona Balfe – Outlander - Elisabeth Moss – The Handmaid's Tale - Julia Roberts – Homecoming - Keri Russell – The Americans                                                      |
| Bästa manliga huvudroll i en TV-serie (musikal eller komedi) - Michael Douglas – The Kominsky Method - Sacha Baron Cohen – Who Is America? - Jim Carrey – Kidding - Donald Glover – Atlanta - Bill Hader – Barry                             | Bästa kvinnliga huvudroll i en TV-serie (musikal eller komedi) - Rachel Brosnahan – The Marvelous Mrs. Maisel - Kristen Bell – The Good Place - Candice Bergen – Murphy Brown - Alison Brie – GLOW - Debra Messing – Will & Grace                               |
| Bästa manliga huvudroll i en miniserie eller TV-film - Darren Criss – Mordet på Gianni Versace - Antonio Banderas – Genius: Picasso - Daniel Brühl – The Alienist - Benedict Cumberbatch – Patrick Melrose - Hugh Grant – En engelsk skandal | Bästa kvinnliga huvudroll i en miniserie eller TV-film - Patricia Arquette – Escape at Dannemora - Amy Adams – Sharp Objects - Connie Britton – Dirty John - Laura Dern – The Tale - Regina King – Seven Seconds                                                |
| Bästa manliga biroll i en TV-serie, miniserie eller TV-film - Ben Whishaw – En engelsk skandal - Alan Arkin – The Kominsky Method - Kieran Culkin – Succession - Édgar Ramírez – Mordet på Gianni Versace - Henry Winkler – Barry            | Bästa kvinnliga biroll i en TV-serie, miniserie eller TV-film - Patricia Clarkson – Sharp Objects - Alex Borstein – The Marvelous Mrs. Maisel - Penélope Cruz – Mordet på Gianni Versace - Thandie Newton – Westworld - Yvonne Strahovski – The Handmaid's Tale |

### Serier med flera vinster
| Vinster | Serie                    |
| ------- | ------------------------ |
| 2       | The Kominsky Method      |
| 2       | Mordet på Gianni Versace |

### Serier med flera nomineringar
| Nomineringar | Serie                     |
| ------------ | ------------------------- |
| 4            | Mordet på Gianni Versace  |
| 3            | The Americans             |
| 3            | Barry                     |
| 3            | En engelsk skandal        |
| 3            | Homecoming                |
| 3            | The Kominsky Method       |
| 3            | The Marvelous Mrs. Maisel |
| 3            | Sharp Objects             |
| 2            | The Alienist              |
| 2            | Bodyguard                 |
| 2            | Escape at Dannemora       |
| 2            | The Good Place            |
| 2            | The Handmaid's Tale       |
| 2            | Kidding                   |
| 2            | Killing Eve               |
| 2            | Pose                      |

### Cecil B. DeMille Award
- Jeff Bridges

### Carol Burnett Award
- Carol Burnett

## Presentatörer
Följande personer nedan var presentatörer vid galan.

- Antonio Banderas
- Kristen Bell
- Halle Berry
- Emily Blunt
- Chadwick Boseman
- Sterling K. Brown
- Steve Carell
- Jessica Chastain
- Olivia Colman
- Bradley Cooper
- Kaley Cuoco
- Jamie Lee Curtis
- Adam Driver
- Taron Egerton
- Idris Elba
- Sam Elliott
- Harrison Ford
- Lady Gaga
- Johnny Galecki
- Richard Gere
- Danai Gurira
- Justin Hartley
- Anne Hathaway
- Amber Heard
- Taraji P. Henson
- Felicity Huffman
- Allison Janney
- Michael B. Jordan
- Nicole Kidman
- Lucy Liu
- William H. Macy
- Chrissy Metz
- Janelle Monáe
- Julianne Moore
- Megan Mullally
- Bill Murray
- Mike Myers
- Lupita Nyong'o
- Gary Oldman
- Jim Parsons
- Chris Pine
- Amy Poehler
- Sam Rockwell
- Gina Rodriguez
- Saoirse Ronan
- Maya Rudolph
- Octavia Spencer
- Ben Stiller
- Emma Stone
- Dick Van Dyke
- Lena Waithe
- John David Washington
- Rachel Weisz
- Catherine Zeta-Jones